# Персона (космический аппарат)
«Персона» (индекс ГУКОС — 14Ф137) — российский военный спутник оптической разведки третьего поколения, предназначенный для получения снимков высокого разрешения и оперативной их передачи на Землю по радиоканалу. Новый тип спутников разработан и производится в самарском ракетно-космическом центре ЦСКБ-Прогресс, в то время как оптическая система изготавливается в петербургском оптико-механическом объединении ЛОМО. Заказчиком спутника явилось Главное разведывательное управление Генерального штаба (ГРУ ГШ) вооружённых сил РФ. КА пришёл на смену предыдущему поколению спутников типа «Неман».

## История
Конкурс на создание нового спутника оптико-электронной разведки «Персона» Минобороны РФ провело в 2000 году. Были рассмотрены проекты «ЦСКБ-Прогресс» и НПО имени С. А. Лавочкина. Проект ЦСКБ-Прогресс представлял собой глубокую модификацию спутника предыдущего поколения «Неман» с использованием многих технический решений, применённых на гражданском КА «Ресурс-ДК». Конкурирующий проект НПО имени С. А. Лавочкина также представлял собой усовершенствованный спутник предыдущего поколения «Аракс». После победы в конкурсе проекта «Персона», запуск первого КА планировался на 2005 год, но по причине задержки наземных испытаний его старт состоялся только в 2008 году. Стоимость создания первого спутника оценивается в 5 млрд рублей.
Стоимость создания второго спутника составляет порядка 10 млрд рублей.

## Конструкция и орбита
Платформа КА «Персона» базируется на КА «Ресурс-ДК» и является развитием советских военных спутников Янтарь-4КС1 «Терилен» и Янтарь-4КС1М «Неман». Кроме того, на нём используется новая оптическая система, созданная на оптико-механическом объединении ЛОМО 17В321, которая превосходит по своим характеристикам все системы, созданные в России и Европе (по состоянию на 2001 год), приближаясь к характеристикам крупногабаритных систем наблюдения США. По неофициальным данным, её разрешение должно достигать 30 см.
Общая масса спутника превышает 7 тонн, а САС — 7 лет.
Спутники используют круговую солнечно-синхронную орбиту наклонением 98° и высотой 750 км.

### Сбор и передача информации
Передача телеметрической информации с борта КА «Персона» и передача команд на борт спутника осуществляется с помощью командно-измерительной системы (КИС) «Куб-Контур», созданной в ОАО «Научно-исследовательский институт точных приборов». Кроме того, КИС измеряет и передаёт на наземный комплекс управления навигационные параметры орбиты КА для осуществления орбитальных манёвров.
Приём, хранение и передача целевой информации ведётся через высокоскоростную радиолинию (ВРЛ). Аппаратура ВРЛ была доработана для КА «Персона» № 2 по сравнению с КА «Персона» № 1 для расширения его возможностей. Аппаратура ВРЛ принимает от съёмочной аппаратуры оцифрованные изображения с маршрута съёмки и записывает их в своём запоминающем устройстве (ЗУ). Суммарная производительность входного потока КА «Персона» № 2 составляет 23 Гбит/с (в 4 раза больше, чем у «Персона» № 1), за счёт применения более совершенной элементной базы и более сложных алгоритмов кодирования и сжатия данных. Передача информации на Землю осуществляется по защищённому радиоканалу во время прохождения КА над наземным пунктом приёма информации.

## Эксплуатация
По информации ИД «Коммерсантъ» спутник оптико-электронной разведки «Персона» № 2 (Космос-2486) использовался по назначению во время военной операции ВКС РФ в Сирии.

## Список КА «Персона» (14Ф137)
Ниже приведён список запусков спутников системы «Персона».
| Космос-2441 | Персона № 1 | 26.07.2008 22:31 МСК | Потерян | РН «Союз-2.1б» | ПУ № 4 площадки № 43, Плесецк | 2008-037A | 33272 | Проблемы начались в августе 2008 года. В сентябре аппарат был уже неуправляемым. Потерян в феврале 2009 года в результате выхода из строя электронных компонентов КА                                                                         |
| Космос-2486 | Персона № 2 | 07.06.2013 22:37 МСК | ЛКИ     | РН «Союз-2.1б» | ПУ № 4 площадки № 43, Плесецк | 2013-028A | 39177 | Проблемы с аппаратным обеспечением бортового компьютера с ноября 2013 года, в августе 2014 года они были нивелированы. Спутник используется по назначению.                                                                                   |
| Космос-2506 | Персона № 3 | 23.06.2015 19.44 мск | ЛКИ     | РН «Союз-2.1б» | ПУ № 4 площадки № 43, Плесецк | 2015-029A | 40699 | КА выведен на целевую орбиту и взят на управление средствами Главного испытательного космического центра имени Титова. Со спутником установлена и поддерживается устойчивая телеметрическая связь. Бортовые системы функционируют нормально. |